# Бернини, Массимилиано
Массимилиано Бернини (итал. Massimiliano Bernini, родился 24 мая 1975 года в Витербо) — итальянский политик, депутат Палаты депутатов Италии от Движения пяти звёзд.

## Биография
Имеет степень доктора философии в области лесного хозяйства и окружающей среды. Работал некоторое время школьным учителем.  Избран в Палату депутатов 5 марта 2013 года по итогам парламентских выборов от XVI избирательного округа провинции Лацио 2. С 7 мая 2013 года — член XIII комиссии (по сельскому хозяйству).